# Municipio de Norwood (Misuri)
El municipio de Norwood (en inglés: Norwood Township) es un municipio ubicado en el condado de San Luis en el estado estadounidense de Misuri. En el año 2010 tenía una población de 33914 habitantes y una densidad poblacional de 1.576,29 personas por km².

## Geografía
El municipio de Norwood se encuentra ubicado en las coordenadas 38°44′2″N 90°17′17″O / 38.73389, -90.28806. Según la Oficina del Censo de los Estados Unidos, el municipio tiene una superficie total de 21.52 km², de la cual 21.49 km² corresponden a tierra firme y (0.1%) 0.02 km² es agua.

## Demografía
Según el censo de 2010, había 33914 personas residiendo en el municipio de Norwood. La densidad de población era de 1.576,29 hab./km². De los 33914 habitantes, el municipio de Norwood estaba compuesto por el 11.55% blancos, el 86.22% eran afroamericanos, el 0.23% eran amerindios, el 0.26% eran asiáticos, el 0.02% eran isleños del Pacífico, el 0.27% eran de otras razas y el 1.45% pertenecían a dos o más razas. Del total de la población el 0.77% eran hispanos o latinos de cualquier raza.